# Station Lichfield Trent Valley
Lichfield Trent Valley is een spoorwegstation van National Rail in Lichfield, Lichfield in Engeland. Het station is eigendom van Network Rail en wordt beheerd door West Midland Trains. Het station is geopend in 1847.